# Rossfeld
Rossfeld é uma comuna francesa na região administrativa de Grande Leste, no departamento Baixo Reno. Estende-se por uma área de 6,13 km². Em 2010 a comuna tinha 1 022 habitantes (densidade: 166,7 hab./km²).